# Joseph P. Kennedy III
Joseph Patrick „Joe” Kennedy III (ur. 4 października 1980 w Bostonie) – amerykański prawnik, polityk Partii Demokratycznej, od 2013 do 2021 członek Izby Reprezentantów z 4. okręgu wyborczego w stanie Massachusetts. Były wolontariusz Korpusu Pokoju oraz były asystent prokuratora okręgowego hrabstwa Middlesex oraz Cape Cod and Islands.
Urodził się i dorastał wraz ze swoim bratem bliźniakiem w Bostonie. Po ukończeniu Uniwersytetu Stanforda spędził dwa lata na Dominikanie, gdzie służył jako wolontariusz Korpusu Pokoju. Uzyskał tytuł Juris Doctor na Harvard Law School w 2009 roku. W 2012 roku wystartował w wyborach do Izby Reprezentantów w celu objęcia miejsca w Izbie po składającym mandat Barneyu Franku. Złożył przysięgę w 2013 roku i wtedy też został członkiem Izby, dołączając do Komitetu ds. Energii i Handlu Stanów Zjednoczonych. 21 września 2019 roku ogłosił swój start w wyborach do Senatu Stanów Zjednoczonych.
Jest wnukiem byłego Prokuratora Generalnego Stanów Zjednoczonych, Roberta F. Kennedy’ego, bratem jego dziadka po mieczu byli: były senator Stanów Zjednoczonych Ted Kennedy oraz były prezydent USA, John F. Kennedy. Jego pradziadkiem był Joseph P. Kennedy Sr. Jego prababka Rose Kennedy była córką Johna Francisa Fitzgeralda, byłego członka Izby Reprezentantów.

## Życiorys

### Dzieciństwo i edukacja
Urodził się 4 października 1980 w Bostonie, jako syn polityka Josepha Patricka Kennedy’ego II oraz Sheili Brewster Rauch. Osiem minut przed nim urodził się jego brat bliźniak, Matthew. Dorastał w bostońskiej dzielnicy Brighton oraz w nadmorskiej miejscowości Marshfield, a wakacje spędzał w Cape Cod. Od dzieciństwa interesował się polityką. Jego rodzice w 1980 roku pracowali nad kampanią Teda Kennedy’ego. W 1986 roku jego ojciec został wybrany do Izby Reprezentantów Stanów Zjednoczonych. Rodzice Kennedy’ego rozwiedli się w 1991 roku.
Po ukończeniu Buckingham Browne & Nichols School w Cambridge, Kennedy wraz ze swoim bratem zapisał się na Uniwersytet Stanforda, gdzie studiował nauki o zarządzaniu oraz inżynierię. Podczas studiów miał opinię abstynenta alkoholowego, w związku z czym jego koledzy z drużyny lacrosse żartobliwie zamawiali mu szklanki mleka w barach, co wiązało się z otrzymaniem przez niego przydomku „Milkman” (ang. mleczarz). Będąc na Uniwersytecie Stanforda, Kennedy poznał Jasona Collinsa, przyszłego gracza NBA. Był członkiem Bractwa Kappa Alpha. Studia ukończył w 2003 roku.

### Służba wKorpusie Pokojuoraz kariera zawodowa

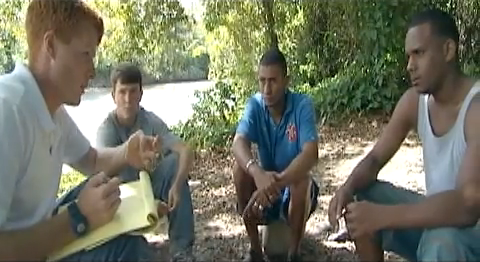
Joe Kennedy III (pierwszy od lewej) na Dominikanie w ramach służby w Korpusie Pokoju

W 2004 roku Kennedy dołączył do Korpusu Pokoju. Biegle władając językiem hiszpańskim, służył w dominikańskiej prowincji Puerto Plata w latach 2004–2006, pomagając przewodnikom wycieczek w rezerwacie 27 Charcos w parku Río Damajagua. Reorganizował grupę przewodników, wskazując konieczność uatrakcyjnienia parku dla turystów. Jego praca spowodowała zwiększenie zarobków pracowników przy jednoczesnym zwiększeniu dochodów organizacji turystycznych. Jako członek Korpusu Pokoju był Doradcą ds. Walki z Ubóstwem przy Prezydencie Timoru Wschodniego oraz analitykiem Programu Narodów Zjednoczonych ds. Rozwoju.
W kwietniu 2006 roku uczestniczył w kampanii senackiej Teda Kennedy’ego. W tym samym roku zapisał się na Harvard Law School. Na uczelni pracował w uniwersyteckiej poradni prawnej Harvard Legal Aid Bureau udzielając pomocy prawnej lokatorom o niskich dochodach. Był również redaktorem Harvard Human Rights Journal, współpracując z przyszłą żoną, Lauren Anne Birchfield. W 2007 roku był współzałożycielem Picture This: Justice and Power, programu zajęć pozalekcyjnych dla młodzieży z bostońskiej dzielnicy Jamaica Plain. W 2008 roku rozpoczął staż w biurze prokuratora okręgowego w Cape Cod and Islands.
W 2009 roku, po otrzymaniu tytułu Juris Doctor został asystentem prokuratora okręgowego Cape Cod and Islands. W 2010 roku rozważał wystartowanie w wyborach do Izby Reprezentantów Stanów Zjednoczonych z 10. okręgu wyborczego, obejmującego m.in. Cape Cod, jednak ostatecznie postanowił pozostać na dotychczasowym stanowisku. W sierpniu 2011 został asystentem prokuratora okręgowego hrabstwa Middlesex. Zrezygnował z pełnionych funkcji w styczniu 2012 roku.

### Kariera polityczna

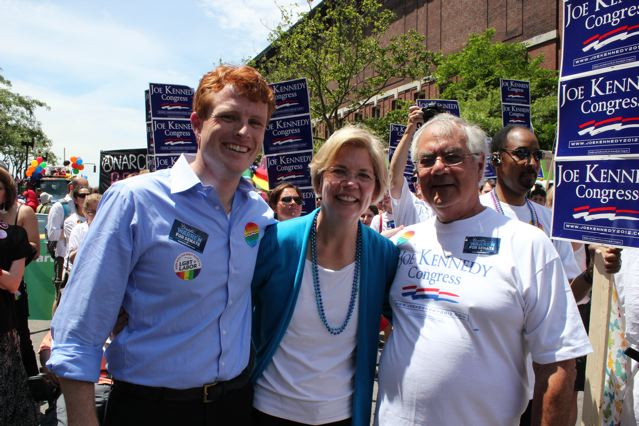
Joe Kennedy wraz Elizabeth Warren i Barneyem Frankiem podczas kampanii w 2012 r.

W styczniu 2012 roku Kennedy poinformował, że ma zamiar wystartować w wyborach do Izby Reprezentantów Stanów Zjednoczonych z 4. okręgu wyborczego w stanie Massachusetts, celem objęcia mandatu po Barneyu Franku, który przeszedł na emeryturę. Ogłaszając tę decyzję, Kennedy poinformował, iż „ma zamiar dotrzeć do mieszkańców czwartego okręgu wyborczego, aby bezpośrednio od nich usłyszeć o wyzwaniach, przed którymi stoją oraz o ich pomysłach na temat tego, jak przywrócić sprawiedliwość systemowi”.
Oficjalnie zarejestrował swoją kandydaturę w lutym. W prawyborach Partii Demokratycznej uzyskał ponad 90% głosów, co pozwoliło mu kandydować do Izby Reprezentantów z poparciem tej partii.
W wyborach powszechnych zmierzył się z Seanem Bielatem, członkiem Rezerwy Korpusu Morskiego USA. W trakcie kampanii wyborczej Bielat zakwestionował kompetencje Kennedy’ego do zasiadania w Izbie Reprezentantów, wskazując, że Kennedy raczej będzie głosował zgodnie z linią partii. Został członkiem Izby Reprezentantów Stanów Zjednoczonych, zdobywając 221 303 głosy, przy 129 936 głosach Seana Bielata.

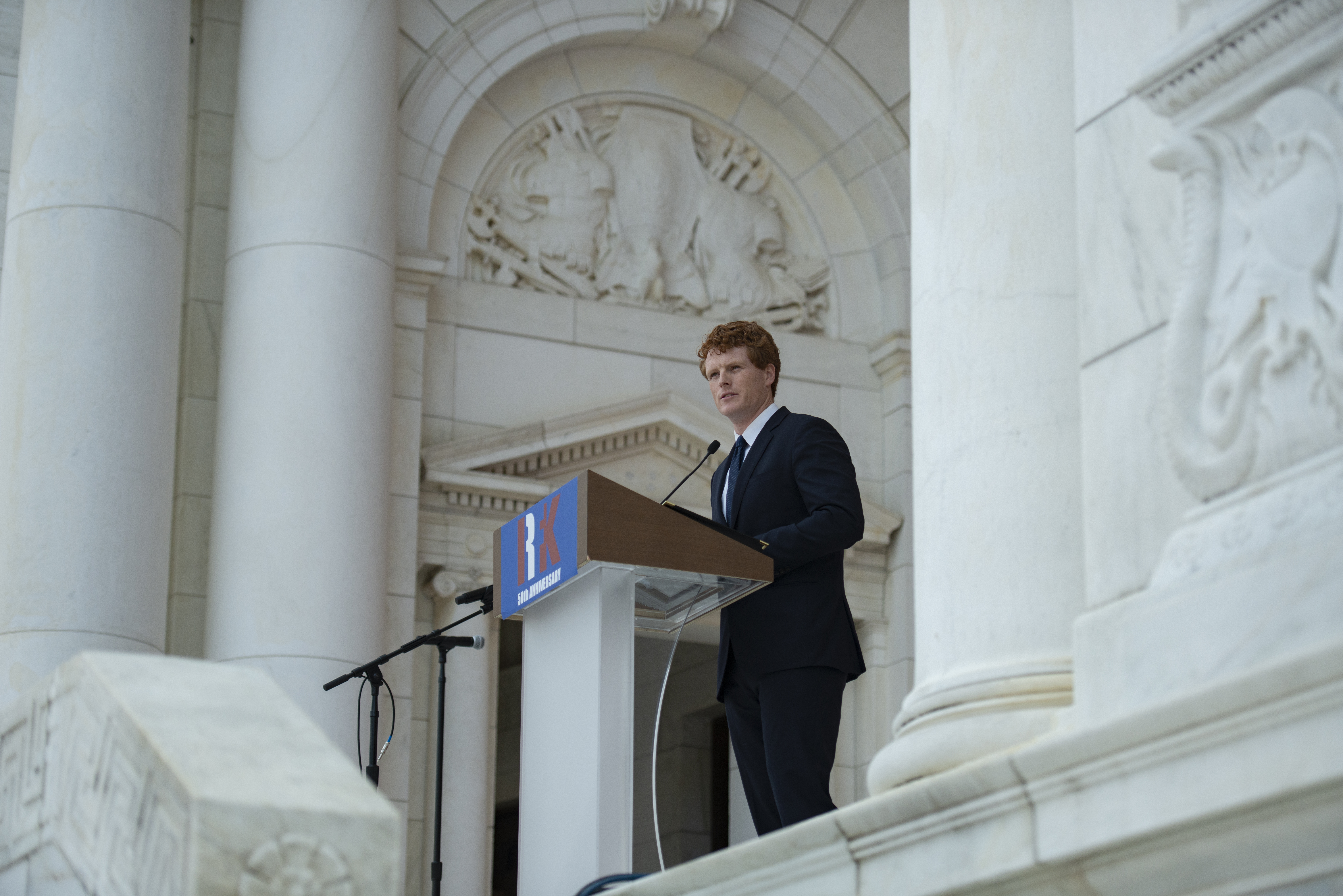
Joe Kennedy podczas obchodów 50. rocznicy zamachu na Johna F. Kennedy’ego

Kennedy został zaprzysiężony 3 stycznia 2013. Dołączył wówczas do Komisji Nauki, Przestrzeni Kosmicznej i Technologii oraz Komisji Spraw Zagranicznych. Jako członek Izby Reprezentantów Stanów Zjednoczonych wspierał federalne finansowanie National Science Foundation oraz Small Business Innovation Research. Starał się dołączyć do Komisji Edukacji i Pracy, jednak w związku z tym, że była to jego pierwsza kadencja było to niemożliwe.
Jako członek Komisji Spraw Zagranicznych udał się w maju 2013 roku do Afganistanu, gdzie spotkał się m.in. z prezydentem Hamidem Karzajem. W tym samym roku został mianowany przez gubernotora Devala Patricka przewodniczącym Rady Doradczej STEM.
24 lipca 2013 jako jeden z kilkudziesięciu członków Partii Demokratycznej zagłosował przeciwko poprawce zmieniającej art. 215 USA Patriot Act, ograniczającej ilość programów nadzorowanych przez National Security Agency. Postawa Kennedy’ego została skrytykowana i uznana przez część komentatorów za brak zaangażowania w obronę praw i wolności obywatelskich.
W wyborach w 2014 roku Kennedy startował bez kontrkandydatów i zdobył 184 158 głosów (97,91% głosów ważnych), utrzymując tym samym mandat członka Izby Reprezentantów.
W 2016 roku ponownie Kennedy został wybrany na dwuletnią kadencję, zdobywając 265 823 głosy (70,1%). Jego republikański kontrkandydat David Rosa otrzymał 113 055 głosów (29,8%).
26 stycznia 2018 Nancy Pelosi i Charles Schumer ogłosili, że Kennedy udzieli odpowiedzi ze strony Partii Demokratycznej na orędzie Donalda Trumpa o stanie państwa. Kennedy zwrócił się do obywateli z Diman Regional Vocational Technical High School. W przemówieniu podkreślił postulaty demokratów dotyczące m.in. wyższej płacy minimalnej, płatnych urlopów i rozszerzonej opieki zdrowotnej. Oznajmił również, że „zarobki prezesów największych spółek będące 300-krotnoścą pensji przeciętnego pracownika są niewłaściwe”. Jest drugim przedstawicielem rodziny Kennedych, który przedstawił odpowiedź ze strony Partii Demokratycznej na orędzie o stanie państwa (pierwszym był Ted Kennedy).
Przywódca mniejszości Senatu Stanów Zjednoczonych, Charles Schumer uznał, że „w odpowiedzi na przemówienie prezydenta, kongresmen Kennedy (…) wykonał świetną robotę, wyjaśniając, że Partia Demokratyczna koncentruje się na wdrażaniu polityki na rzecz Amerykanów z klasy średniej, a nie (…) najbogatszych”.
W 2018 roku po raz czwarty został wybrany na dwuletnią kadencję, zdobywając 245 289 głosów (97,7% głosów ważnych). Podobnie jak w 2014 roku Kennedy startował bez kontrkandydatów.

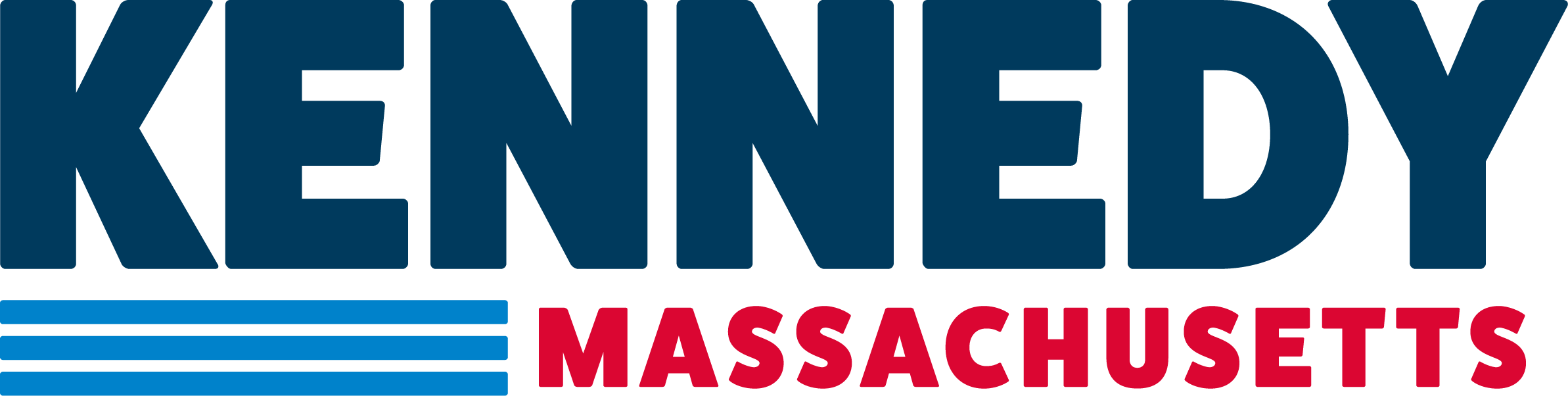
Logo kampanii senatorskiej Kennedy’ego w 2020 roku.

26 sierpnia 2019 poinformował, iż rozważa start w wyborach do Senatu Stanów Zjednoczonych w 2020. 21 września tego samego roku formalnie potwierdził swój start w tych wyborach. 1 września 2020 przegrał w prawyborach Partii Demokratycznej. Jego porażka była według powszechnej opinii spowodowana tym, że Ed Markey uzyskał szerokie poparcie wśród młodych i progresywnych wyborców. Porażka w tych prawyborach była pierwszą porażką członka rodziny Kennedych w wyborach w stanie Massachusetts. 

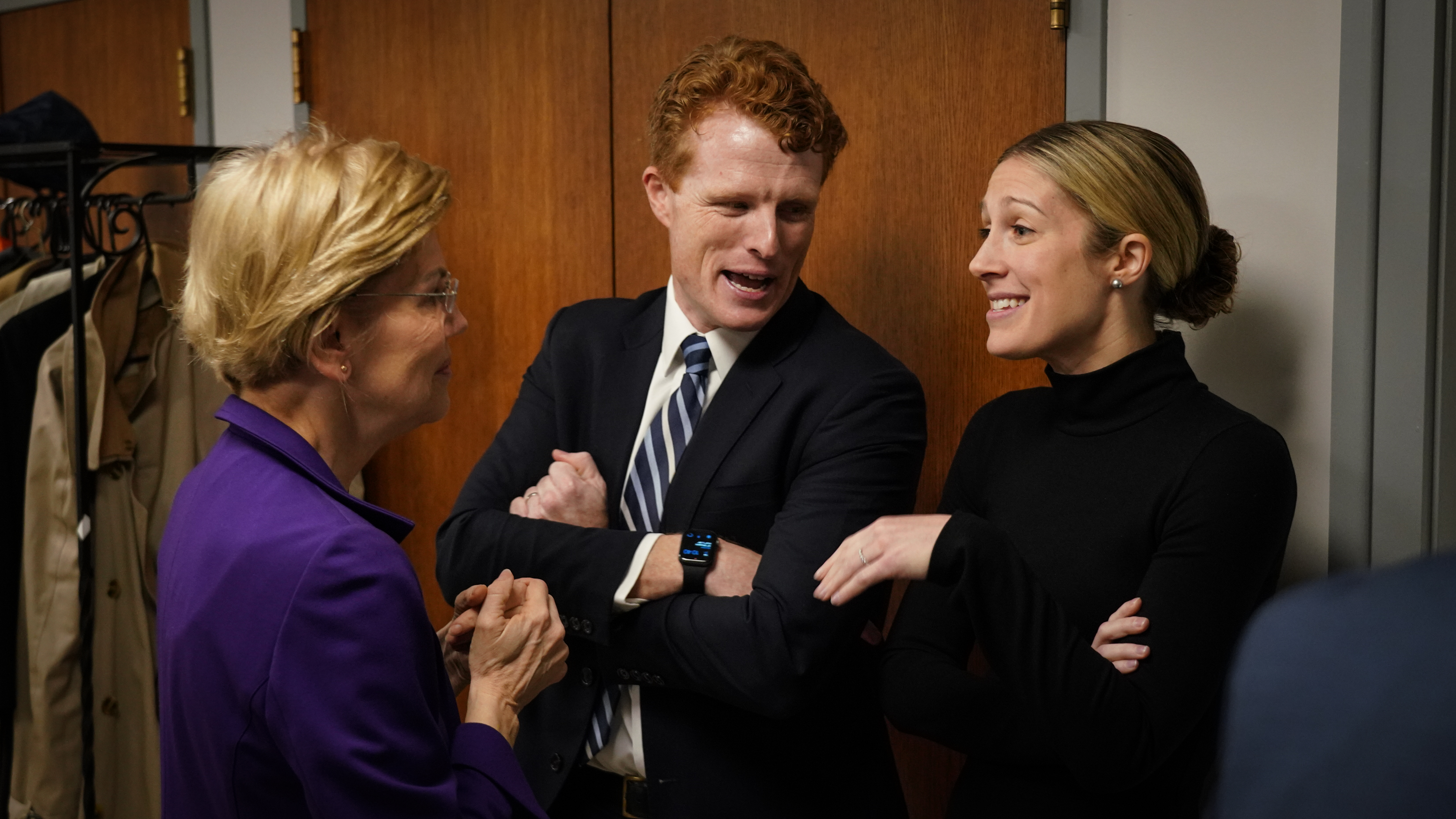
Joe Kennedy (w środku) wraz z Elizabeth Warren (po lewej) i ze swoją żoną, Lauren Birchfield Kennedy (po prawej)

## Życie prywatne
Jest katolikiem. 1 grudnia 2012 wziął ślub z Lauren Anne Brichfield (ur. 21 września 1984). Poznał ją podczas nauki na Harvard Law School (ich wykładowcą była m.in. Elizabeth Warren). 29 grudnia 2015 urodziła się im córka Eleanor „Ellie” Kennedy. 20 grudnia 2017 Kennedy ogłosił narodziny ich drugiego dziecka, Jamesa Matthew Kennedy’ego. Rodzina mieszka w Newton.
Jest wnukiem byłego Prokuratora Generalnego Stanów Zjednoczonych, Roberta F. Kennedy’ego, bratem jego dziadka po mieczu jest były senator Stanów Zjednoczonych Ted Kennedy oraz były prezydent USA, John F. Kennedy. Jego pradziadkiem był Joseph P. Kennedy Sr. Jego prababka, Rose Kennedy była córką Johna Francisa Fitzgeralda, byłego członka Izby Reprezentantów.

## Wyniki wyborcze
| Rok  | Komitet wyborczy | Komitet wyborczy     | Organ                   | Okręg | Wynik            |
| ---- | ---------------- | -------------------- | ----------------------- | ----- | ---------------- |
| 2012 |                  | Partia Demokratyczna | Izba Reprezentantów USA | nr 4  | 221 303 (61,09%) |
| 2014 | 184 158 (97,91%) | Partia Demokratyczna | Izba Reprezentantów USA | nr 4  |                  |
| 2016 | 265 823 (70,10%) | Partia Demokratyczna | Izba Reprezentantów USA | nr 4  |                  |
| 2018 | 245 289 (97,72%) | Partia Demokratyczna | Izba Reprezentantów USA | nr 4  |                  |